# Eric Lindholm
Eric Lindholm (ur. 22 sierpnia 1890 w Enskede, zm. 9 sierpnia 1957 w Uppsali) – szwedzki lekkoatleta specjalizujący się w biegach sprinterskich i średniodystansowych.
Lindholm reprezentował Królestwo Szwecję podczas V Letnich Igrzyskach Olimpijskich w 1912 roku w Sztokholmie, gdzie wystartował w trzech konkurencjach. W biegu na 400 metrów, z czasem 51,4 sekundy, zajął w swoim biegu eliminacyjnym pierwsze miejsce, co pozwoliło mu zakwalifikować się do fazy półfinałowej, w swoim biegu półfinałowym z czasem 50,2 zajął 2. miejsce (za Ediem Lindbergiem) i nie awansował do finału. W biegu na 800 metrów, z czasem 2:01,5; zajął czwarte miejsce w biegu eliminacyjnym i odpadł z dalszej rywalizacji. Ostatnim startem Lindholma była sztafeta 4 × 400 metrów. Biegł on na trzeciej zmianie, a ekipa szwedzka nie przeszła przez fazę eliminacyjnej, zajmując w swoim biegu drugie miejsce z czasem 3:25,0 (wówczas rekord Szwecji).
Reprezentował barwy klubu AIK Solna.

## Rekordy życiowe
- bieg na 400 metrów – 48,9yu (1913)
- bieg na 800 metrów – 1:59,6 (1912)